# Francesco La Macchia
Francesco La Macchia (né le 9 octobre 1938 à Tonnarella, une frazione de la commune de Furnari, en Sicile et mort à Sabaudia le 31 juillet 2017) est un céiste italien. 

## Biographie
Francesco La Macchia participe aux Jeux olympiques d'été de 1960 dans l'épreuve du 1 000 mètres canoë biplace et remporte la médaille d'argent avec son coéquipier Aldo Dezi.

## Palmarès

### Jeux olympiques
- Jeux olympiques de 1960 à Rome,  Italie
  -  Médaille d'argent.